# La guardia del león

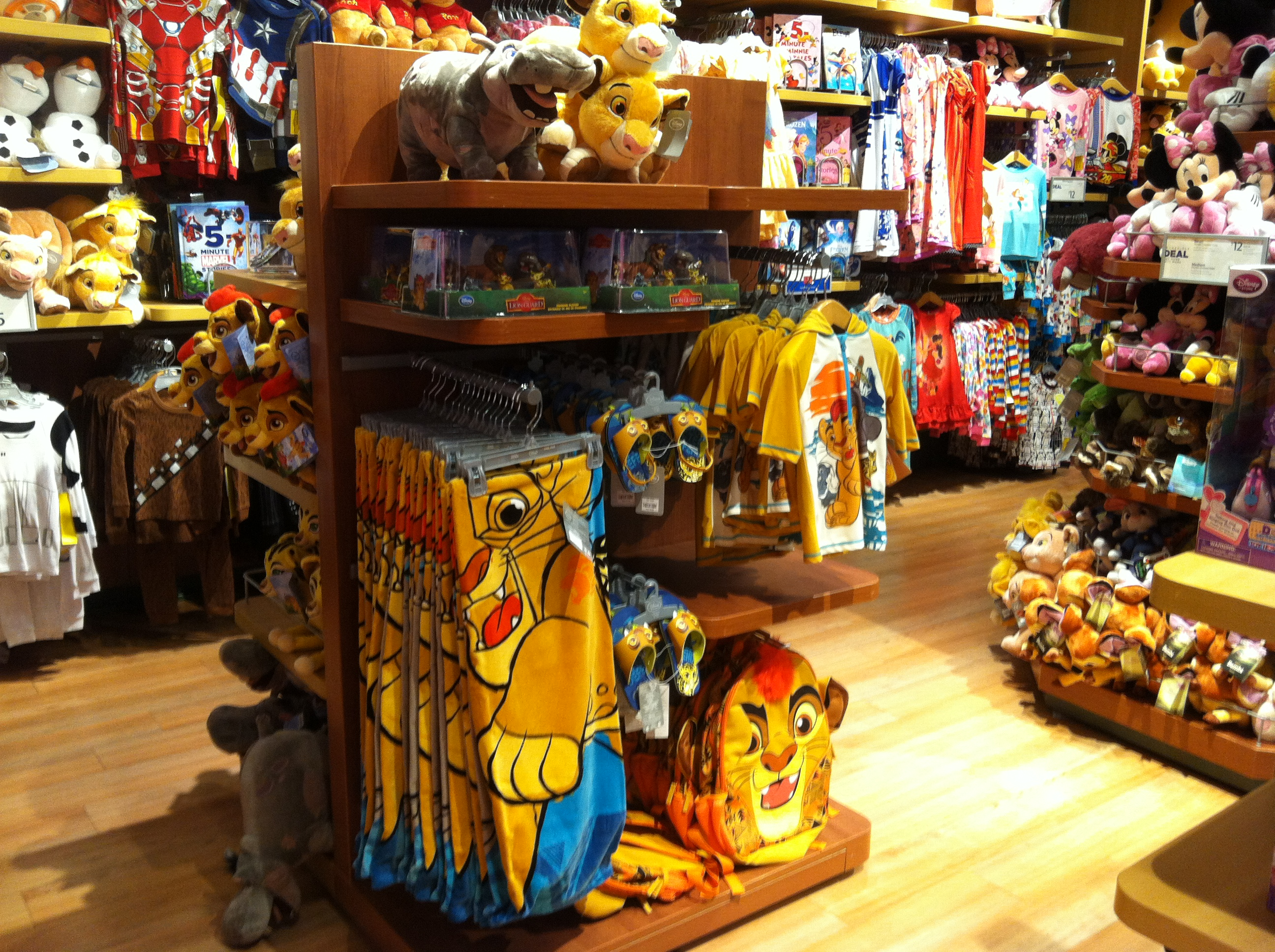
Peluche y ropa de La Guardia del León en una tienda Disney en el centro comercial de Temecula, California.

La guardia del león (título en inglés The Lion Guard) es una serie de televisión animada estadounidense basada en la película de 1994, El Rey León. La serie se estrenó el 22 de noviembre de 2015 como una película televisiva y continuó su emisión en forma de serie en enero de 2016, en Disney Junior. Es la segunda serie televisiva basada en El Rey León. La primera fue Timón y Pumba, la cual se emitió de 1995 a 1999.
La serie se renovó para una segunda temporada en marzo de 2016, y una tercera temporada se encargó un año más tarde. La segunda temporada se estrenó el 7 de julio de 2017. Una tercera temporada se encargó el 15 de marzo de 2017 y se estrenó el 3 de agosto de 2020. Los primeros ocho episodios de la temporada 3 estuvieron disponibles a pedido y la aplicación DisneyNow el mismo día. Se confirmó que la tercera temporada sería la última, con la producción finalizando el 19 de julio de 2020. Los últimos diez episodios se pusieron a disposición en la aplicación DisneyNow el 2 de septiembre de 2020

## Argumento
Kion, el príncipe de las Tierras del Reino y hermano  menor de Kiara, descubre que es el próximo líder de la Guardia del León. Según la tradición, esta tarea corresponde al segundo hijo del rey. Simba pide a Kion que reúna al más valiente, el más fuerte, el más rápido y el de vista más aguda de las Tierras del Reino como sus miembros. Sin embargo, se le olvida mencionar que solo los leones pueden formar parte. Cuando Kion recluta a sus amigos Bunga, un tejón melero; Fuli, una cheetah; Beshte, un hipopótamo y Ono, una garceta, Simba considera que Kion se está tomando su nuevo rol como un juego, y decide disolver el grupo. Kion al principio se arrepiente de haber sido elegido, hasta que su abuelo Mufasa le ayuda a aclarar sus ideas, pues se da cuenta de que puede comunicarse con él. Durante un ataque de las hienas a las gacelas, Kiara, la hermana de Kion, se ve atrapada en una estampida; la Guardia del León consigue ahuyentar a las hienas y rescatarla. Habiendo demostrado su valentía a Simba los acepta como la Guardia del León. 
El joven león empieza una larga aventura como líder de la guardia del león, donde hace amigos, conoce valores y gana experiencias únicas. Uno de los retos más difíciles para la guardia, fue enfrentar al malvado león tío-abuelo Scar, quien había sido revivido como espíritu gracias a la cobra Ushari y otros animales de las lejanias. En la batalla final de la guerra de las planicies, Kion y la guardia derrotan a Scar y salvan las tierras del reino a un alto costo, Ono y Kion resultaron gravemente heridos, Ono perdió su visión al salvar a Bunga de caer al volcán y Kion resultó herido al ser mordido por Ushari, dejándole su veneno y una cicatriz en su ojo izquierdo igual a la que tenía Scar. La guardia va a buscar la ayuda de Rafiki, quien le dice a Kion que no hay cura para su herida y la de Ono en las tierras del reino, si querían curarse, debian ir al Árbol de la Vida, un lugar mágico donde los animales van a sanarse. Kion decide ir al Árbol de la Vida para curar su herida, acompañado por el resto de la guardia, sin embargo tenían otro problema, con Ono ciego, necesitaban a un animal para reemplazarlo como la vista más aguda, la elegida fue Anga, un águila hembra quien había conocido a la guardia previamente y los ayudo en la pelea contra Scar. La Guardia del León parte hacia el Árbol de la Vida junto a Makini, la aprendiz de Rafiki, dejando a las tierras del reino en paz.
En su viaje hacia el Árbol de la Vida, la guardia se enfrentó a nuevos enemigos y retos personales, Kion, empezó a volverse agresivo de por los efectos de su cicatriz y el veneno, en reiteradas ocasiones trato mal a sus compañeros de la guardia y uso el poder del rugido completamente sin control. Pese a todos los obstáculos del camino, Kion y la guardia lograron llegar al Árbol de la Vida. En primera instancia, se enfrentaron con La Manada Nocturna, un grupo de leones que protegía el Árbol de la Vida. Kion uso el poder del rugido contra uno de los leones mandandolo a volar, arrepentido, le dice a Rani, líder de la Manada nocturna, que ellos solo buscan sanar sus heridas y que por favor los acepten en el Árbol de la Vida, ella al principio los rechaza y les dice que se marchen y no vuelvan, pero después de consultarlo con su abuela Janna, la reina del Árbol, ella deja a Kion y la guardia entrar al Árbol de la Vida y así comenzar su proceso de curación.
Kion y su guardia conocen a la reina Janna y los habitantes de esas tierras, tienen aventuras y diversión, pero también provocan problemas lo que hace enojar a Rani (nieta de la reina Janna). Sin embargo con el tiempo Kion y Rani se hacen cercanos, comprenden que ambos hacen un buen equipo, la joven princesa entiende que Kion solo venía para buscar ayuda, no para perjudicar el reino. En su tiempo en el Árbol de la Vida, Kion y la guardia tuvieron muchos retos grupales y personales protegiendo al Árbol de diversos intrusos. Luego de un largo tiempo, Kion habla con su abuelo Mufasa, diciéndole que quiere entregar el poder del rugido ya que sin el puede liderar a la guardia perfectamente. Mufasa en su sabiduría, manda a Kion a hablar con Askari, el líder de la primera guardia del león, con el, Kion aprende cosas nuevas del rugido u se vuelve aún más poderoso hasta dominarlo como ningún otro león.
Cuando la reina Janna muere, Rani se convierte en Reina del Árbol de la Vida, al principio estaba insegura, pero Kion siempre la apoyó y le mostró su ayuda. Rani como nueva reina, invita a Kion a gobernar junto a ella y ofrece a la guardia quedarse en el Árbol de la Vida, pero ellos quieren volver a las tierras del reino ya que Ono y Kion ya habían sanado sus heridas. El momento fue interrumpido por las hienas Jasiri y Janja, quienes fueron a buscar a Kion y la guardia porque la malvada leona Zira y su manada iban a invadir las tierras del reino y necesitaban toda la ayuda posible. Kion se ve obligado a marcharse con el resto de la guardia ya que mientras tengan la marca de la guardia, ellos tienen que proteger las tierras del reino. Antes de que se fueran, Rani les dice que siempre serán bienvenidos en el Árbol de la Vida y que pueden volver cuando quieran.
Kion y la guardia emprenden su viaje de regreso a las tierras del reino con ayuda de Azaad, un guepardo macho que los ayudo previamente. Azaad les mostro un camino más corto hacia las tierras del reino. Kion mostro su maestría con el rugido en distintas ocasiones para quitar obstáculos del camino y ayudando a distintos animales en el viaje, mostrando su valentía y coraje nuevamente como líder de La Guardia del León. Poco tiempo después la guardia y sus aliados llegaron a las lejanias, donde se aliaron con más animales para combatir a Zira y sus leones malvados en las tierras del reino. Mientras se apresuran en llegar, Anga visualiza a un extraño león en la roca del rey, con pelaje oscuro y ojos verdes, se trataba de Kovu, el hijo menor de Zira. La guardia cree que llegaron demasiado tarde para salvar a la familia real, pero cuando quieren seguir avanzando, se aparece un grupo de leonas de las lejanias lideradas por Vitani, la segunda hija de Zira, haciéndose llamar la guardia del león amenazando a Kion y a los otros y tratandolos como forasteros. Luego de un confuso enfrentamiento inicial entre ambos grupos, aparece Kiara acompañada por Kovu para detener el combate, explicando a Kion que Zira había muerto y que Kovu, Vitani y el resto de la manada de Zira se habían unido a la manada de Simba. Kion y la guardia se dirigen a la roca del rey donde este se reencuentra con sus padres Simba y Nala, y Rafiki
explica a la guardia los recientes eventos que ocurridos en las tierras del reino mientras estaban ausentes (así se explica porque Kion y la guardia no estaban presentes en los sucesos de la película “El Rey León 2”).
Ya al día siguiente de su regreso, la guardia se dispone a entrar a su cueva, pero se encuentran con Vitani y su guardia ahí mismo y empiezan a discutir sobre cual grupo es la verdadera guardia del león. Kion y Vitani entienden que no van a ayudar a nadie peleando entre ellos, por lo que organizan una competencia de guardias para ver quienes serán la guardia del león definifiva. Luego de un par de competencias, Vitani sorprende a Kion al querer enfrentarlo sin el poder del rugido, por lo que Kion decide que la guardia de Vitani serán la nueva guardia de león y le entrega a Vitani la marca de la guardia y el poder del rugido. Cuando Kion entrega el poder del rugido, se aparece en el cielo Askari, felicitando a Kion y diciéndole que al entregar el poder del rugido, lo domino completamente y le permite quedarselo, diciéndole que hay otro lugar que necesita la ayuda del rugido, refiriéndose al Árbol de la Vida.
Kion decide volver al Árbol de la Vida para quedarse definitivamente a gobernar con Rani e invita a sus compañeros de la guardia a ir con el, quienes aceptan. La serie termina con la ceremonia de coronación de Kion y los espíritus de Mufasa, Askari y Janna en el cielo observando el momento.

## Personajes
- Kion (Voz por Max Charles y Aaron Daniel Jacob como su voz en las canciones de la temporada 3) - Hijo de Simba y Nala, hermano de Kiara, el líder de la Guardia del León, pero al final de la serie es rey del árbol de la vida, junto con Rani y esposos además de ser el protagonista de la serie. Su frase es "Hevi Kabisa!".
- Bunga (Voz por Joshua Rush) - un Tejón Mielero y amigo de Kion y el miembro más valiente de la Guardia del León. Es el sobrino adoptivo de Timón y Pumba. Su frase es "Zuka Zama!"
- Fuli (voz por Diamond White) - una Gueparda, y la miembro más rápida de la Guardia del León. Es la mejor amiga de Kion y después llegó a enamorarse de Azaad. Su frase es "Huwezi!"
- Beshte (voz por Dusan Brown) - un Hipopótamo amigo de Kion, mejor amigo de Ono y el miembro más fuerte de la Guardia del León. Su frase es "Twende Kiboko!"
- Ono (voz por Atticus Shaffer) - Garza ganadera, amigo de Kion, mejor amigo de Beshte y miembro con la vista más aguda de la Guardia del León (pasando a ser luego considerado el más inteligente de la manada, luego de que su vista fuera permanentemente afectada en la batalla de las praderas). Su frase es "Hapana!"
- Anga (voz por Bryana Salaz) - Es un águila que integra la Guardia del León con el rol de la vista más aguda, luego de que Ono tuviera su vista afectada tras la batalla de las praderas. Su frase es "Anga Lenga!"
- Simba (voz por Rob Lowe) - esposo de Nala, padre de Kiara y el padre de Kion, y Rey de las Tierras del Reino
- Nala (voz por Gabrielle Union) - esposa de Simba, madre de Kiara y la madre de Kion, y Reina de las Tierras del Reino.
- Kiara (voz por Eden Riegel) - Hija de Simba y Nala, la hermana de Kion y la Princesa de las Tierras del Reino.
- Timon (voz por Kevin Schon) - Ocurrente amigo suricato de Simba y tío adoptivo de Bunga.
- Pumba (voz por Ernie Sabella) - Glotón amigo facóquero de Simba y tío adoptivo de Bunga.
- Rafiki (voz por Khary Payton) - Un sabio y viejo Mandril que colabora como chamán de las Tierras del Reino.[3]
- Zazu (voz por Jeff Bennett) - Un toco quien es el mayordomo real de Simba.
- Mufasa (voz por James Earl Jones en "La Guardia del León: El Regreso del Rugido" y Gary Anthony Williams por el resto de la serie) - El padre de Simba y abuelo de Kiara y Kion y el antecesor de las Tierras del Reino.
- Tiifu (voz por Sarah Hyland) - Una leona amiga de Kiara.
- Zuri - (Voz por Madison Pettis) Otra leona del grupo de Kiara.
- Janja (voz por Andrew Kishino) - Una hiena adolescente. Es el líder del Clan de hienas de las afueras de las Tierras del Reino y el antagonista principal en la primera temporada, luego como un antagonista secundario en la segunda temporada de la serie, para luego redimirse en la tercera temporada y convertirse en un aliado de la Guardia del León.
- Cheezi (voz por Vargus Maschon) - Una hiena del grupo de Janja.
- Chungu (voz por Kevin Schon) - Otra hiena del grupo de Janja.
- Nne - Otra hiena del grupo de Janja.
- Tano - Otra hiena del grupo de Janja.
- Sita - Otra hiena del grupo de Janja.
- Saba - Otra hiena del grupo de Janja.
- Mzingo (Voz por Greg Ellis)[4] - Es un buitre y cómplice de Janja.
- Mwoga - Es un buitre, miembro del grupo de Mzingo.
- Basi - Es el líder de los hipopótamos y padre de Beshte.
- Mtoto (voz por Justin Ferbinger) - Es un joven elefante que admira a Beshte y es amigo de Gumba, Shauku, Kambuni y Kwato.
- Kwato - Es una joven cebra y es amigo de Gumba, Shauku, Kambuni y Mtoto.
- Shauku - Es una joven mangosta de color marrón y es amigo de Mtoto, Gumba, Kambuni y Kwato.
- Kambuni - Es una joven polluelo de avestruz y es amiga de Shauku, Gumba, Mtoto y Kwato.
- Mbuni - Es una avestruz, líder de su bandada.
- Gumba - Es un joven babuino de color café y es amigo de Mtoto, Shauku, Kambuni y Kwato.
- Jasiri (voz por Maia Mitchell) - Es una hiena buena, amiga de Kion y es el interés romantico de Janja, anteriormente su rival.
- Tamaa (voz por CJ Brynes) - Es un pájaro drongo de color negro que hace la voz de Makuu, Goigoi, Janja y de cualquier otro animal.
- Muhangus (voz por Khary Payton) - Es un cerdo hormiguero novio de Muhanga y que habla a Bunga y Beshte a alejar a Goigoi, Reirei y los cachorros de chacal.
- Muhanga - Es una cerda hormiguera novia de Muhangus y que habla a Bunga y Beshte a alejar a Goigoi, Reirei y los cachorros de chacal.
- Mbeya - Es un viejo rinoceronte negro.
- Ma Tembo - Es un elefante y el líder de la manada de elefantes.
- Muhimu - Es una cebra novia del líder cebra y es la madre de Hamu.
- Hamu - Es el hijo de Muhimu.
- Thurston (voz por Kevin Schon) - Es una cebra, líder de la manada de cebras.
- Liebre Femenina  - Es una liebre del Cabo, Aparece en la Llamada del Drongo.
- Twiga - Es una jirafa cantante en el grupo de animales cantantes en Kupatana.
- Pua - Es el exlíder de los cocodrilos que fue vencido por Makuu en la llegada de Makuu.
- Makuu (voz por Blair Underwood) - Es el líder de los cocodrilos que apareció como antagonista en la llegada de Makuu y otros capítulos. En la segunda temporada se vuelve bueno y se convierte en un aliado de la Guardia, así como de los habitantes de las Tierras del Reino.
- Dogo - Es un cachorro de chacal de dorso negro amigo. Es hijo de Goigoi y Reirei y hermano de 36.
- Reirei - Es una chacal de dorso negro, compañera de Goigoi y madre de Dogo y otros 36 cachorros. En la temporada 2, es un cómplice de Janja.
- Goigoi (voz por Phil LaMarr) - Es un chacal de dorso negro. Es el novio de Reirei y padre de Dogo y otros 36 cachorros. Le gusta dormir.
- Los cachorros de chacal - son un grupo de 36 cachorros de chacal, hermanos de Dogo e hijos de Reirei y Goigoi.
- Juhudi - Es una jirafa quien es la hija de Twiga.
- Swala - Es una gacela Thompson líder de la manada de gacelas Thompson. Es amiga de Muhimu.
- Ajabu - Es un okapi amigo de Beshte.
- Mjomba - un lobo de tierra impaciente y gruñón.
- Ogopa - una lobo de tierra sensible y tímida.
- Haya - un lobo de tierra tímido y nervioso.
- Laini - una gálago que vive en las Tierras del Reino.
- Badili - un leopardo tímido y amistoso que se hace amigo de la Guardia del León.
- Mapigano - un leopardo arrogante y cruel que se burla sin parar de Badili.
- Zira (voz por Nika Frutterman) - es la madre de Vitani, Kovu y Nuka y el interés romántico de Scar.
- Nuka (voz por Andy Dick) - un león, el hijo de Zira y el hermano mayor de Vitani y Kovu.
- Vitani (voz por Lacey Chabert) - una leona, la hija de Zira y la hermana de Kovu y Nuka, que se volvió líder de la Guardia del León después de que Kion se quedara en el árbol de la vida.
- Kovu (voz por Jason Marsden) - un león que es el sucesor elegido de Scar, el hijo de Zira, amigo y futuro compañero de Kiara, y el hermano menor de Nuka y Vitani.
- Shabaha (voz por Fiona Riley) - La leona más valiente de la nueva guardia del león de Vitani.
- Kasi (voz por Savannah Smith) - La leona más rápida de la nueva guardia del león de Vitani.
- Imara (voz por Rachel Crow) - La leona más fuerte de la nueva guardia del león de Vitani.
- Tazama (voz por Sophie Reynolds) - La leona con la vista más aguda de la nueva guarda del león de Vitani.
- Bupu - es un antílope sable quién es el líder de su manada.
- Scar (voz por David Oyelowo) - tío de Simba y tío-abuelo de Kion y Kiara, además de ser del interés de Zira. Causante principal de la muerte de su propio hermano Mufasa, con objetivo de ser el nuevo gobernante de las Tierras  del Reino.
- Askari - un antiguo león del pasado, líder de la primera Guardia del León, y quien descubrió el poder del Rugido. Hermano de un león que sería ancestro de Mufasa. Se dice que el verdadero nombre de Scar era Askari justamente en su honor. En la tercera temporada, es quien ayuda a Kion en los dominios del Árbol de la Vida para que éste pueda entender y dominar el poder del Rugido apropiadamente.
- Rani (voz por Peyton Elizabeth Lee en los diálogos y Lana McKassick en las canciones) - Líder de la manada nocturna, y es la hermana de mayor Baliyo, quien se vuelve la reina del árbol de la vida junto con Kion después de perder a su abuela la reina Janna.
- Baliyo - hermano menor de Rani y miembro de la manada nocturna.
- Nirmala - amiga de Rani, Baliyo y Surak, tiene los poderes de la curación y es miembro de la manada nocturna.
- Surak - tío de Rani y Baliyo, hijo de la reina Janna y miembro de la manada nocturna.
- Reina Janna - reina del árbol de la vida que unos episodios después muere por causas naturales.
- Azaad - un guepardo con el que se encuentra Fuli en busca de Tuliza y llegó a enamorarse de ella.
- Tenuk - Un tapir malayo que Vive en el Bosque de Mama Binturong
- Pingüino - Un pingüino de Penacho Amarillo quien es el Líder de su Grupo.
- Binga (voz por Fiona Riley) - Un tejón melero hembra que es el interés romántico de Bunga.
- Makini (voz por Landry Bender) - una mandril que fue elegida para ser la consejera real de Kiara, pero la reina Janna la elige como su consejera real y se queda allí.
- Mamá Binturong - Es una binturong, enemiga de la Guardia del León, aliada de Mackucha, Chuluun y Ora.
- Rey Sokwe (Voz por John Rhys-Davies) - Episodio Los gorilas perdidos.

## Episodios
| Temporada | Temporada | Episodios | Fecha original del estreno | Fecha original del estreno |
| Temporada | Temporada | Episodios | Comienzo                   | Final                      |
| --------- | --------- | --------- | -------------------------- | -------------------------- |
|           | 1         | 27        | 19 de junio de 2022        | 30 de abril de 2023        |
|           | 2         | 29        | 19 de junio de 2024        | 30 de abril de 2025        |
|           | 3         | 18        | 19 de junio de 2026        | 30 de abril de 2027        |

## Animales
- Leones
- Tejón de la miel
- Guepardo
- hipopótamos
- Garcetas
- Águila marcial
- Suricato
- Facóquero
- Mandril
- Cálao
- Hienas
- Chacales
- Babuinos
- Búfalos
- Leopardos
- Elefantes africanos
- Jirafas
- cebras
- Ñus
- Rinocerontes
- Buitres
- Pangolines
- Mangostas
- Impalas
- Gacelas
- Avestruces
- Flamencos
- Cocodrilos
- Zorros orejudos
- Orices
- Cobra
- Kudus
- serval
- Gorilas
- Chimpancé
- Varano
- Monos
- Cerdos hormigueros
- Gálagos
- Jerbos
- Puercoespines
- Pitón
- Elands
- Antílopes
- Obispos
- lobos de tierra
- Erizos
- Cigüeñas
- Camaleones
- Tortugas
- Antílopes de sable
- Okapis
- Liebres
- Jinetas
- Damanes
- ave martillo
- Tangaras
- sapos
- Lémures dorados
- zorros grises
- Civeta
- Dragones de Komodo
- Leopardo de las nieves
- Binturon
- Pantera nebulosa
- gansos
- Pandas rojos
- Pandas
- Tigres
- Pingüinos crestados
- Osos polares
- Camellos
- Macacos japoneses
- Gibones
- ciervos almizcleros
- Tapires malayos
- Elefantes asiáticos
- Loros
- Pavos reales
- Ciervo ratón
- Ardillas voladoras
- Búho
- Cabras montesas
- Ardillas
- Halcones
- Delfines
- Ballenas jorobadas
- Tortuga marina

## Producción
La serie fue anunciada por Disney el 9 de junio de 2014, el período previo al 20 aniversario de la primera película de ese mes.

## Desarrollo
El anuncio de la serie se produjo después de una reunión entre el gerente general de Disney Junior Nancy Kanter y el presidente ejecutivo de Disney Robert Iger. Iger sugiere a Kanter que Disney Junior debe considerar la producción de contenidos para celebrar el 20 aniversario de El Rey León en 2014. Disney ha mostrado imágenes temprano para audiencias de prueba pequeñas, que fueron capaces de hacer sugerencias, como ajustar el aspecto de las hienas. Disney Consumer Products puso en marcha una línea de juguetes para la serie de televisión.
Están previstas al menos cinco títulos de libros basados en la serie prevista para el lanzamiento en enero de 2016: "Regreso del Rugido", "No Puedo Esperar para ser Reina", "Bunga el Sabio", "Conocer la Nueva Guardia" y "El Alfabeto Animal de Kion".

## Reparto
| Personaje         | Actor original   | Actor de doblaje         | Actor de doblaje      |
| ----------------- | ---------------- | ------------------------ | --------------------- |
| Kion              | Max Charles      | Agustín López Villaverde | Álvaro de Juana       |
| Bunga             | Joshua Rush      | José Juan Hernández      | Adrián Mier           |
| Fuli              | Diamond White    | Érika Ugalde             | Ángela Arellano       |
| Beshte            | Dusan Brown      | Fabrizio Santini         | Iván Sánchez          |
| Ono               | Atticus Shaffer  | Carlos Siller            | Miguel Rius           |
| Rafiki            | Khary Payton     | Genaro Vásquez           | Juan Fernández        |
| Mufasa            | James Earl Jones | Héctor Lama Yazbek       | Pedro Tena            |
| Simba             | Rob Lowe         | Arturo Mercado           | Sergio Zamora         |
| Nala              | Gabrielle Union  | María Fernanda Morales   | Marta Barbará         |
| Janja             | Andrew Kishino   | Sergio Zaldívar          | Lorenzo Beteta        |
| Chungu            | Vargus Mason     | Oscar Flores             | Juan Antonio García   |
| Cheezi            | Kevin Schon      | Noé Velázquez            | José Escobosa         |
| Timón             | Kevin Schon      | Raúl Aldana              | Alberto Mieza         |
| Timón (Canciones) | Kevin Schon      | Raúl Aldana              | Oscar Más             |
| Pumba             | Ernie Sabella    | Francisco Colmenero      | Miguel Ángel Jenner   |
| Kiara             | Eden Riegel      | Sara Gómez Arias         | Nuria Trifol          |
| Mzingo            | Greg Ellis       | Antonio Ortiz            | Abraham Aguilar       |
| Zazú              | Jeff Bennett     | Eduardo Tejedo           | Eduardo Doncos        |
| Scar              | David Oyelowo    | Sebastián Llapur         | Ricardo Solans        |
| Scar (canciones)  | David Oyelowo    | Sebastián Llapur         | Juan Fernández Mejías |
| Jasiri            | Maia Mitchell    | Melissa Gedeon           | Laura Pastor          |
| Tiifu             | Sarah Hyland     | Ximena González          | Claudia Caneda        |
| Zuri              | Madison Pettis   | Ivanna Sánchez           | Laura Nogales         |